# Cedar Creek (afluente del Misuri)
El río Cedar Creek es un curso de agua del medio oeste de los Estados Unidos, afluente del Misuri.

## Descripción
El río, que discurre por el estado estadounidense de Misuri, acaba desaguando en el de ese mismo nombre. Aparece descrito en el primer tomo del Novísimo diccionario geográfico, histórico, pintoresco universal (1863) con las siguientes palabras:

CÉDAR-CREEK [...] Otro en el estado de Missuri; limita los condados de Boone y Callaway y se pierde en el Missuri del N., casi en frente de la ciudad de Jefferson.